# Nowosądeckie Zakłady Przemysłu Terenowego
Nowosądeckie Zakłady Przemysłu Terenowego – istniejące w okresie 1951–1976 w Nowym Sączu przedsiębiorstwo państwowe specjalizujące się w produkcji sprzętu rolniczego oraz prowadzące działalność drukarską i stolarską.

## Historia
Zostało powołane na mocy uchwały Prezydium Wojewódzkiej Rady Narodowej w Krakowie z 25 lipca 1951 r. w sprawie powołania przedsiębiorstw państwowego przemysłu terenowego. W początkowym okresie działania NZPT w roku 1951 zanotował roczne obroty w wysokości 880 tysięcy a w 1973 blisko 180 milionów złotych. Była to zasługa m.in. eksperymentowi sądeckiemu oraz jej wieloletniemu dyrektorowi Marianowi Zielińskiemu.  1 stycznia 1976 przekazana Ministerstwo Górnictwa i Energetyki, weszła w struktury Zjednoczenia Przemysłu Maszyn Górniczych „POLMAG” i zmieniła nazwę na Nowosądecką Fabrykę Urządzeń Górniczych „NOWOMAG”.